# Bactrocera invadens
Bactrocera invadens är en tvåvingeart som beskrevs av Drew, Tsuruta och White 2005. Bactrocera invadens ingår i släktet Bactrocera och familjen borrflugor. Inga underarter finns listade.

## Bildgalleri

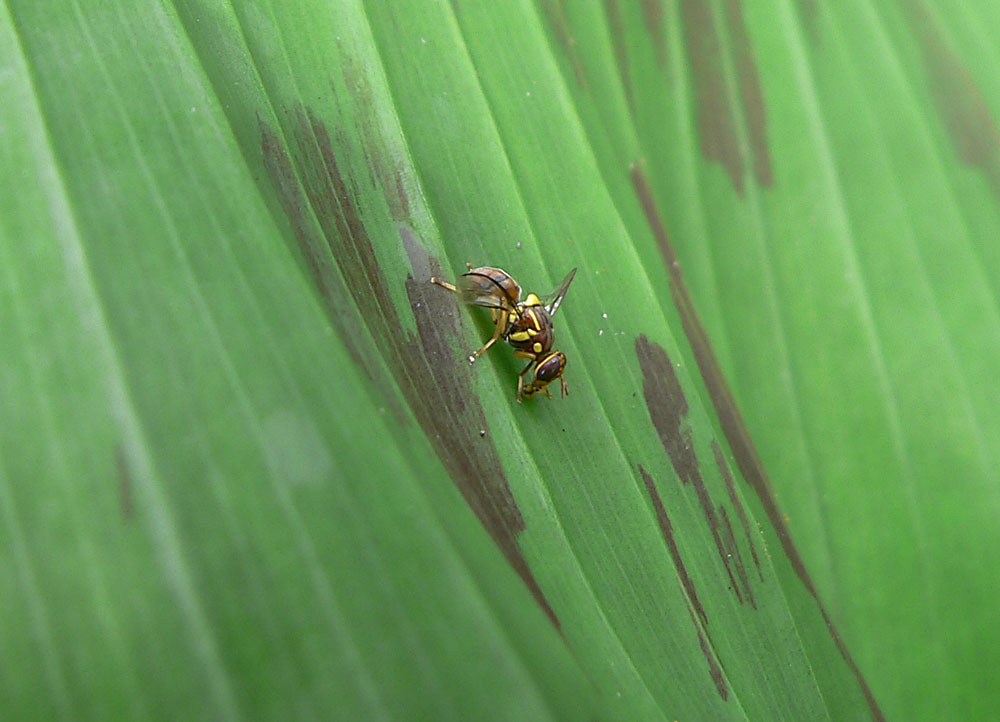